# Temple de Yuantong
Le temple de Yuantong (chinois : 圆通禅寺) est un temple bouddhiste situé à Kunming en République populaire de Chine.